# Fritz Graebner
Robert Fritz Graebner (født 4. marts 1877, død 3. juli 1934, var en tysk antropolog.
Graebner, som 1925-28 var museumsdirektør og professor i Köln, var en af de mest kendte repræsentanter for den såkaldte kulturkredslære indenfor den kulturhistoriske antropologi, og bidrog med flere arbejder, blandt andre: "Kulturkreise und Kulturschichten in Oceanien" og Methode der Ethnologie.

## Forfatterskab
- "Kulturkreise und Kulturgeschichten in Ozeanien". (i: Zeitschrfit für Ethnologie, Band 37, 1905, S. 28–53).
- Methode der Ethnologie. Winter, Heidelberg 1911.
- Das Weltbild der Primitiven. Ernst Reinhardt, München 1924.